# حكمت علي جنبلاط
حكمت علي جنبلاط (1905 - 5 يونيو 1943) سياسي لبناني. من مواليد مختارة وهو ابن عم كمال جنبلاط وزوج شقيقته. تخرج من الجامعة الأميركية في بيروت سنة 1925 حاملاً بكالوريوس الآداب في الأدب الإنجليزي ثم درس فيها لسنتين. انتخب نائباً عن جبل لبنان دائرة شوف سنة 1934 و 1937. عُيِّن وزيراً للزراعة في كانون الثاني 1938 في حكومة الرئيس خير الدين الأحدب بدلاً من الأمير مجيد أرسلان المستقيل. ثم وزيراً للزراعة أيضاً في آذار 1938 في حكومة الرئيس خالد شهاب، ووزيراً للبرق والبريد في كانون الثاني 1938 في حكومة الرئيس عبد الله اليافي، ووزيراً للدفاع الوطني، والصحة والإسعاف العام في كانون الأول سنة 1941 في حكومة الرئيس أحمد الداعوق، ووزيراً للحصة والإسعاف العام، والدفاع، في تموز 1942 في حكومة الرئيس سامي الصلح، كلهم خلال الانتداب الفرنسي.

## سيرته
ولد حكمت بن علي بن نجيب بن سعيد جنبلاط في مختارة سنة 1905 وتلقى علومه في الجامعة الأميركية وتخرج فيها سنة 1925 في الأدب الإنجليزي، ثم علم في القسم الإعدادي في الجامعة حتى سنة 1927 ثم انصرف إلى الحياة الاجتماعية والسياسية وكان والده قد عُيِّن مديراً للشوفين مكان فؤاد بك جنبلاط، فتقرب هو من الست نظيرة وتزوج بنتها ليندا.

### في السياسة
انتخب نائباً عن الشوف سنة 1934 ومرة ثانية سنة 1937، وشارك في الأعمال اللجان النيابية فكان عضواً في لجنة الإدارة والعدل، ولجنة الأشغال والصحة العامة، كما كان مقرراً للجنة التربية والفنون الجميلة. وأمين سر لمجلس النيابي. في سنة 1936 انتخب عضواً في لجنة المفاوضات التي وضعت المعاهدة اللبنانية - الفرنسية.

عُيِّن وزيراً للزراعة في 13 كانون الثاني 1938 ووزيراً للزراعة أيضاً في 21 آذار 1938، ووزيراً للبريد والبرق في 22 كانون الثاني 1939. وفي آب سنة 1939 صدر مرسوم تكليفه تأمين الأعمال في وزارة الزراعة بالوكالة، وزيراً للدفاع الوطني والصحة في 26 تشرين الثاني 1941، ووزيراً للدفاع والصحة في 27 تموز 1942.

## وفاته
توفي حكمت بك في 5 حزيران 1943 في مستشفى عطية من أثر دملة خبيثة في فخذه فنقل جثمانه إلى المختارة في مأتم رسمي وشعبي تكلم فيه عدد من كبار الرجال منهم جواد بولس، بشارة الخوري، حبيب أبو شهلا، محيي الدين النصولي عن نقابة الصحافة، جورج عقل، خليل تقي الدين، وأمين بك خضر.

وفي 5 تموز 1943 أقيم له حفل تذكاري في الوست هول في الجامعة الأميركية وتكلم فيه عدد من الخطباء منهم حبيب أبو شهلا، خالد شهاب، فؤاد باشا الخطيب، وقسطنطين رزيق.

## حياته الشخصية
اتسمت شخصيته بالرزانة والهدوء، فعمل علی تخفيف حدة الصراع اليزبكي الجنبلاطي، وكان ممثلاً طوال فترة تمرسه بالعمل السياسي للست نظيرة جنبلاط التي كانت الركن السياسي في المنطقة وهي ترشده وتوجهه في أعماله. ترأس الغرضية الجنبلاطية آنذاك، وتزوج من ابنتها الست ليندا جنبلاط.

## مؤلفاته
- تاريخ الأعيان في جبل لبنان، غير مطبوعة.[1]
- تاريخ الدروز، غير مطبوعة.